# Dimethylselenid
Dimethylselenid je organická sloučenina se vzorcem (CH3)2Se, nejjednodušší selenoether. Vyskytuje se ve stopových množstvích v anaerobních prostředích a v atmosféře jako produkt biomethylace selenu.
Tato látka se připravuje reakcemi zdrojů iontů Se2− s elektrofilními methylačními činidly, například jodmethanem:
Na2Se + 2 CH3I → (CH3)2Se + 2 NaI
Rotační mikrovlnnou spektroskopií bylo zjištěno, že délka vazby C-Se je 194,3 pm a úhel C–Se–C má velikost 96,2°; u plynové elektronové difrakce vyšly podobné hodnoty 198 pm a 98°.